# استفان فونتین
استفان فونتین (به انگلیسی: Stéphane Fontaine) فیلم‌بردار اهل فرانسه است. وی از سال ۱۹۸۸ میلادی تاکنون، مشغول فعالیت بوده‌است.

## فیلم‌شناسی
| سال  | فیلم                      | کارگردان                    | سِمَت       |
| ۲۰۰۵ | ضربان قلب من متوقف شده‌است | ژاک اودیار                  | فیلم‌بردار |
| ۲۰۰۶ | چارلی می‌گوید              | نیکول گارسیا                | فیلم‌بردار |
| ۲۰۰۸ | الان چه اتفاقی افتاد      | بری لوینسون                 | فیلم‌بردار |
| ۲۰۰۹ | یک پیامبر                 | ژاک اودیار                  | فیلم‌بردار |
| ۲۰۱۰ | سه روز آینده              | پل هگیس                     | فیلم‌بردار |
| ۲۰۱۲ | زنگار و استخوان           | ژاک اودیار                  | فیلم‌بردار |
| ۲۰۱۴ | سامبا                     | اولیویه نکاش و اریک تولدانو | فیلم‌بردار |
| ۲۰۱۶ | او                        | پل ورهوفن                   | فیلم‌بردار |
| ۲۰۱۶ | کاپیتان خارق‌العاده        | مت راس                      | فیلم‌بردار |
| ۲۰۱۶ | جکی                       | پابلو لارائین               | فیلم‌بردار |
| ۲۰۱۹ | زویی من                   | ژولی دلپی                   | فیلم‌بردار |
| ۲۰۲۱ | آمونیت                    | فرانسیس لی                  | فیلم‌بردار |
| ۲۰۲۴ | مجمع کاردینال‌ها           | ادوارد برگر                 | فیلم‌بردار |
| ---- | ------------------------- | --------------------------- | --------- |